# Pseudozygocera albomaculata
Pseudozygocera albomaculata är en skalbaggsart som beskrevs av Stefan von Breuning 1948. Pseudozygocera albomaculata ingår i släktet Pseudozygocera och familjen långhorningar. Inga underarter finns listade i Catalogue of Life.